# رئيس وزراء جمهورية الصين
رئيس وزراء جمهورية الصين يعرف رسميًا رئيس المجلس التنفيذي هو رئيس حكومة تايوان وزعيم اليوان التنفيذي. يعتبر رئيس الوزراء من الناحية النظرية المستشار الرئيسي للرئيس ويشغل منصب رئيس الحكومة المركزية، ويتم تعيينه من قبل الرئيس دون موافقة المجلس التشريعي. الرئيس الحالي للمجلس التنفيذي هو تشو جونج تاي، الذي تولى منصبه في 20 مايو 2024.

## تاريخ
كان سلف رئيس المجلس التنفيذي هو رئيس وزراء جمهورية الصين، وكان أول رئيس للمجلس التنفيذي هو تان يانكاي ، وأول رئيس بعد صدور دستور عام 1947 هو وينج وينهاو، وأول رئيس يتولى منصبه بعد انتقال الحكومة إلى تايوان هو تشين تشنغ .
خلال الحكم الاستعماري الياباني لتايوان، كانت السلطة التنفيذية منوطة بالحاكم العام لتايوان، وقد تم تشكيل المنصب في 10 مايو 1895 حيث كان الحاكم العام أعضاء في البرلمان أو مسؤولين مدنيين أو نبلاء أو جنرالات يابانيين. مارسوا سلطتهم نيابة عن حاكم تايوان ( إمبراطور اليابان ) حتى تفكك الإمبراطورية. كان رئيس حكومة تايوان ممثلاً آنذاك من قبل إدارة جمهورية الصين تحت قيادة تي في سونغ من اليوان التنفيذي، بعد التسليم في عام 1945، حيث تأسس المنصب أصلاً في عام 1928 في الصين القارية . أصبح وينغ ون هاو أول رئيس وزراء في دستور جمهورية الصين لعام 1947 في كل من البر الرئيسي للصين وتايوان، لكن يان شي شان شغل أيضًا منصب رئيس الوزراء أثناء انسحاب حكومة جمهورية الصين إلى تايوان في عام 1949. تخلت اليابان عن سيادة تايوان وبينغو في عام 1952.

## الصلاحيات والمسؤوليات
يرأس رئيس مجلس الوزراء المجلس التنفيذي لليوان ، الذي يشكل مجلس الوزراء الرسمي. يتم تعيين نائب رئيس مجلس الوزراء والوزراء ورؤساء المجلس التنفيذي للمجلس من قبل الرئيس بناءً على توصية من رئيس مجلس الوزراء. تشمل الواجبات الرسمية لرئيس الوزراء أيضًا تقديم السياسات الإدارية والتقارير إلى المشرعين ، والرد على استجوابات المشرعين (مثل وقت الأسئلة في بعض الأنظمة البرلمانية)، وبموافقة الرئيس، طلب من المشرعين إعادة النظر في قراراته. يجب أن يوقع رئيس الوزراء أيضًا على القوانين والمراسيم التي يصدرها الرئيس. في حالة شغور منصبي الرئاسة ونائب الرئيس، يتولى رئيس الوزراء مهام رئيس الجمهورية بالنيابة لمدة تصل إلى ثلاثة أشهر.
يجوز لثلث أعضاء البرلمان التقدم بطلب حجب الثقة عن رئيس الوزراء. إذا تمت الموافقة بأغلبية بسيطة، يجب على رئيس الوزراء أن يستقيل من منصبه خلال عشرة أيام، وفي الوقت نفسه يمكنه أن يطلب من الرئيس حل المجلس التشريعي. إذا فشل الاقتراح، لا يمكن تقديم اقتراح آخر بسحب الثقة من نفس رئيس الوزراء لمدة عام واحد. لم يتم إستخدام هذه القوة مطلقًا. في الممارسة العملية، يتمتع الرئيس بالقدر الكافي من الشرعية والسلطة التنفيذية للحكم في مواجهة هيئة تشريعية تسيطر عليها المعارضة، ومن المرجح أن يستجيب للتصويت بحجب الثقة بترشيح شخص آخر لديه آراء مماثلة.

## رئيس الوزراء كرئيس للحكومة
لم يحدد دستور جمهورية الصين في الأصل العلاقة بين رئيس الوزراء ورئيس الجمهورية بشكل صارم، ولم يكن من الواضح ما إذا كانت الحكومة ستميل نحو النظام الرئاسي أو النظام البرلماني عند تقسيمها. انتقلت السلطة إلى رئيس الوزراء تشيانج تشينج كو بعد وفاة الرئيس تشيانج كاي شيك ولكنها انتقلت إلى الرئاسة مرة أخرى عندما أصبح تشيانج تشينج كو رئيسًا. وبعد أن تولى الرئيس لي تينج هوي رئاسة البلاد خلفاً لتشيانج في عام 1988، امتد الصراع على السلطة داخل حزب الكومينتانغ إلى المناقشة الدستورية حول العلاقة بين الرئيس ورئيس الوزراء. كان أول ثلاثة رؤساء وزراء تحت قيادة لي، وهم يو كو هوا ، ولي هوان، وهاو بي تسون ، من سكان البر الرئيسي الذين عارضوا في البداية صعود لي إلى السلطة. وكان تعيين لي وهاو بمثابة تسوية من جانب الرئيس لي لاسترضاء الفصيل المحافظ من البر الرئيسي في الحزب. وقد اعتبر التعيين اللاحق لرئيس الوزراء ليان تشان بمثابة إشارة إلى تعزيز لي لسلطته. وعلاوة على ذلك، خلال هذا الوقت، تمت إزالة سلطة رئيس الوزراء في الموافقة على تعيينات الرئيس وسلطة المجلس التشريعي في تأكيد اختيار الرئيس لرئيس الوزراء (خوفا من أن يسيطر الحزب الديمقراطي التقدمي ذات يوم على السلطة التشريعية)، مما أدى بوضوح إلى ترسيخ منصب الرئيس باعتباره صاحب المنصب الأقوى من الاثنين.
أصبحت العلاقة بين رئيس الوزراء والسلطة التشريعية قضية خلافية مرة أخرى بعد الانتخابات الرئاسية عام 2000 ، والتي أدت إلى انتخاب تشين شوي بيان من الحزب الديمقراطي التقدمي للرئاسة، في حين ظلت السلطة التشريعية تحت سيطرة الأغلبية بقيادة حزب الكومينتانغ. في البداية، عيَّن الرئيس تشين شوي بيان تانغ في ، وهو عضو في حزب الكومينتانغ، رئيسًا للوزراء؛ إلا أن هذا الترتيب أثبت عدم جدواه، وكانت التعيينات اللاحقة التي أجراها تشين من الحزب الديمقراطي التقدمي، الذي قاد حكومات أقلية. ومع ذلك، فإن التحالف الأزرق التابع للكومينتانغ وشركائه في الائتلاف زعموا أن تصرفات تشين كانت غير دستورية، واقترحوا تسمية اختيارهم لرئيس الوزراء. وعندما خسر خليفة تشين ما ينج جيو وحزبه الكومينتانغ الأغلبية في الهيئة التشريعية، عرض ما على الحزب الديمقراطي التقدمي ترشيح رئيس وزراء، لكن الحزب الديمقراطي التقدمي رفض ذلك؛ وعلى هذا فقد عمد الرؤساء بعد ذلك إلى تعيين رؤساء وزراء من أحزابهم إلى حد كبير، والاتفاقية الدستورية الراسخة هي أن رئيس الوزراء مسؤول أمام الرئيس وليس لديه أي مسؤولية أمام الهيئة التشريعية بخلاف تقديم التقارير عن أنشطته. هناك دعوات لإجراء تعديل دستوري لتحديد العلاقة بين السلطتين التنفيذية والتشريعية للحكومة بشكل أفضل.